# Ламасу
Ламасу, още Алад, Лама или Ламма (клинопис: 𒀭𒆗; на шумерски: dlammař; по-късно на акадски: lamassu; понякога наричан lamassus), е асирийско защитно божество – низше божество или демон с охранителни функции. Първоначално изобразено като богиня през шумерските времена, когато е била наричана Лама (Lamma), по-късно е изобразена от асирийските времена като хибрид на човек, птица и бик или лъв – по-специално с човешка глава, тяло на бик или лъв и птичи крила под името Ламасу (Lamassu). В някои писания е изобразено да представлява богиня. По-рядко използвано име е shedu (клинопис: 𒀭𒆘; на шумерски: dalad; на акадски: šēdu), което се отнася до мъжкия аналог на Ламасу (lamassu). Ламасу представляват зодиаците, родителите-звезди или съзвездията.

## Богинята Лама
Богинята Лама се появява първоначално като посредническа богиня, която предшества орантите и ги представя на божествата. Защитното божество е ясно обозначено като Лама (Lam(m)a) в касити стела, открита в Урук, в храма на Ищар, богиня, на която тя е била посветена от цар Nazi-Maruttash (1307 – 1282 г. пр. н.е.) Това е богиня, облечена в разрошена рокля и носеща рогата диадема, символизираща божеството, с две вдигнати ръце в знак на молитва. A. Spycket предлага подобни женски фигури, появяващи се по-специално в глиптика и статуи от акадския период, и по-специално в презентационните сцени (често срещани особено в палеовавилонската ера), да се считат за Лама. Това мнение често се следва, като в художествената терминология тези женски фигури обикновено се наричат Лама (Lam(m)a). От асирийските времена Лама се превръща в хибридно божество – полуживотно, получовек.
- Статуетка на богинята Лама, вероятно от град Мари (2000 – 1800 г. пр.н.е.)
- Цилиндров печат, показващ представянето на поклонник (в центъра) от богиня Лама (вляво), до Ищар (вдясно). Вавилонски (ок. 18 – 17 век пр. н.е.)
- Стела с надпис, показващ божеството Лама, посветена от цар Нази-Маруташ на богинята Ищар, от Урук (1307 – 1282 г. пр. н.е.)